# Операторская панель
Операторская панель (Операторная панель, жарг. Панель или англ. HMI, также устар. Пульт оператора) — специализированное вычислительное устройство массового (либо крупносерийного) производства, реализованное в виде промышленного контроллера (а не компьютера), широко использующее человеко-машинный интерфейс для управления операторами отдельными автоматизированными устройствами или целыми технологическими процессами в составе АСУ ТП в рамках промышленной автоматизации.

## Конструкция
Операторская панель обычно представляет собой конструкцию, имеющую плоскую переднюю часть с дисплеем и/или органами управления, защищённую от негативного воздействия окружающей (агрессивной) среды и механического воздействия. Как правило, панель имеет небольшую глубину, что позволяет удобно разместить её на панели управления, пульте оператора, или на дверце шкафа, содержащего устройства автоматизации.
Внутреннее устройство панели в общих чертах аналогично устройству промышленного компьютера, с поправкой на особенности эксплуатации, применяемых в промышленности.
Типовая операторская панель имеет:
- средства отображения информации: современная, как правило, в виде сенсорного текстового или графического экрана; ранее применялись всевозможные электронные индикаторы: электронные табло и группы ламп/светодиодов, позднее — ЖК-дисплеи;
- технические средства, обеспечивающие выбор и ввод данных, а также навигацию по экранам: клавиатура, кнопки, сенсорный экран, встроенный или подключаемый джойстик или манипулятор;
- интерфейсы связи, для осуществления обмена данными с другим оборудованием и системами (обычно посредством промышленной сети). Например, RS-232, RS-422, RS-485, Ethernet.
- для хранения операционной системы, программ управления объектом и поддержки проекта, имеется энергозависимая (ОЗУ) и энергонезависимая (например, флеш-память) память.

## Функциональность
Типовая панель предоставляет пользователю следующую функциональность:
1. Визуализация технологического процесса (или объекта) и его параметров в текстовом или графическом виде;
2. Управление и обработка аварийных сообщений и уведомлений с регистрацией времени и даты их возникновения;
3. Ввод параметров процесса и оперативное управление с помощью функциональных кнопок или сенсорного экрана;
4. Обмен данными со смежным оборудованием и системами;
5. Возможность выбора загруженных рецептов и их редактирование;
6. Ограничение доступа пользователей к некоторым функциям системы и администрирование прав пользователей;
7. Отображение диаграмм и трендов, отображение сводных отчетов;
8. Архивирование данных процесса;
9. Выполнение команд по расписанию;
10. Печать необходимой информации.

В графическом режиме визуализация процесса происходит с помощью интерактивных мнемосхем или пиктограмм. В текстовом режиме процесс отображается в виде символьных данных. Очевидно, что текстовый формат представления данных не достаточно нагляден и информативен, поэтому текстовые панели используются только в малых системах автоматизации, где не требуется постоянный мониторинг процесса со стороны обслуживающего персонала.

## Состав
Зачастую в системах автоматизации операторские панели не производят управление процессами, а выполняют функции пульта управления. Для получения данных о процессе, они осуществляют обмен информации с промышленными контроллерами и другим оборудованием (например, SCADA-системой), который осуществляется посредством промышленной сети. Операторские панели, как правило, могут получать данные от нескольких контроллеров одновременно. Они могут быть как одного, так и различных производителей.
Операторская панель служит для запуска и останова оборудования, выбора режимов работы, введения новых рецептур, наблюдения за ходом процесса, отображения сообщений о неполадках и авариях, архивации и протоколирования данных технологического процесса.
В паре «контроллер — панель» контроллер должен обеспечивать автоматическое управление технологическим оборудованием без вмешательства оператора и операторской панели.
Операторские панели могут быть интегрированы в системы управления более высокого уровня (АСУ ТП или АСУП), предоставляя им необходимые данные и получая от них данные для управления технологическим процессом. Часто эта связь производится через интерфейс Industrial Ethernet и локальную сеть предприятия.

Пример отображения мнемосхемы на операторской панели
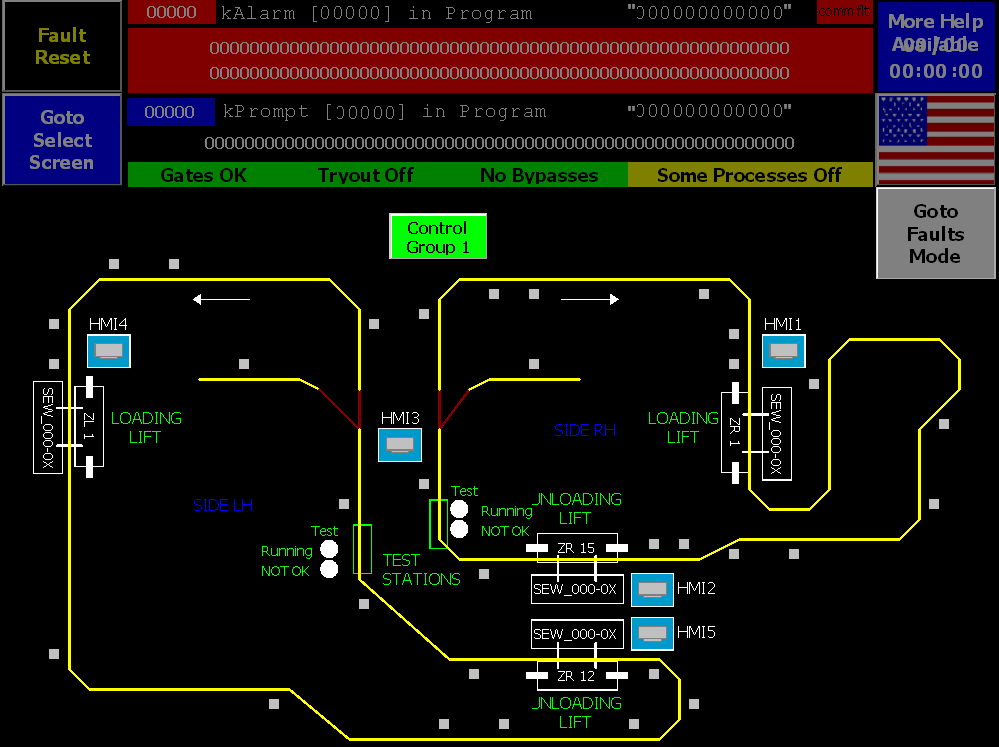
Мнемосхема производственного участка, отображаемая на экране панели.
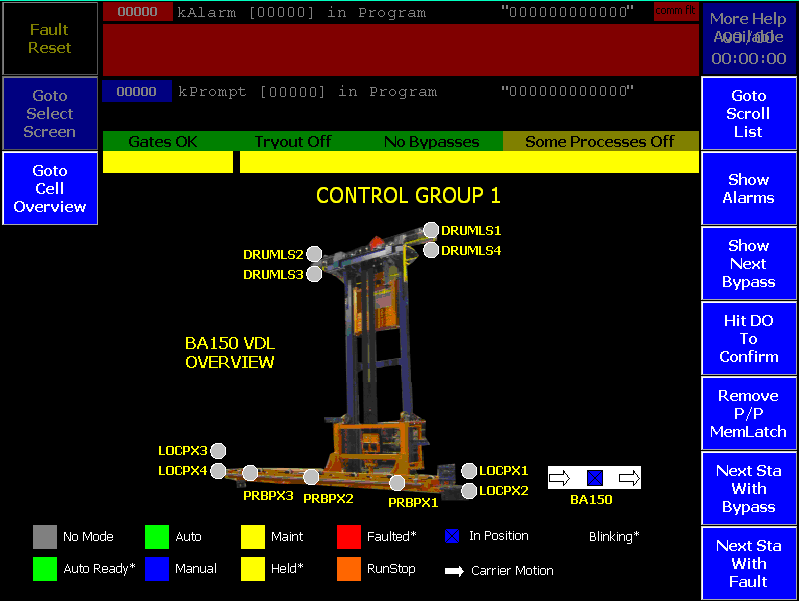
Мнемосхема отдельного оборудования (лифтового подъёмника).
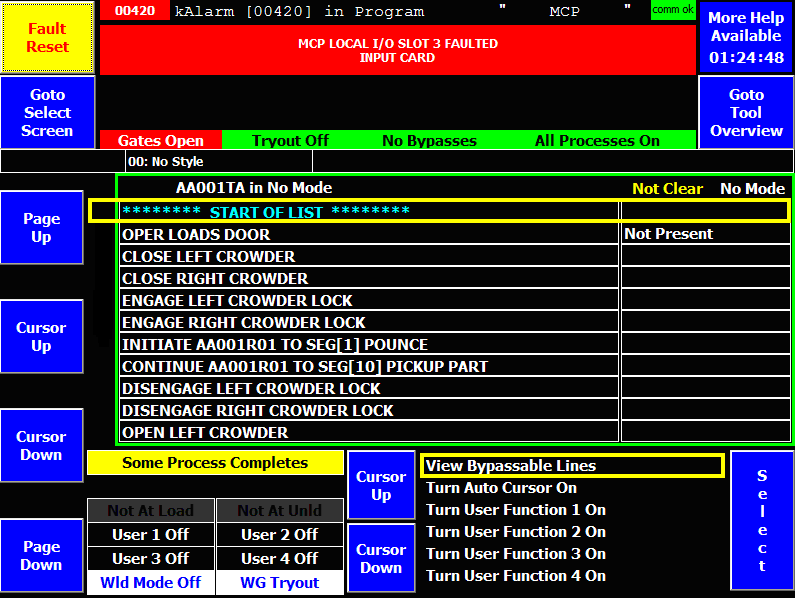
Список команд для работы отдельного оборудования или механизма.

### Аппаратное обеспечение
Аппаратная архитектура панели устроена по подобию обычных персональных компьютеров, только вместо жесткого диска используется Flash-память. Типовая панель состоит из следующих аппаратных компонентов: 32-разрядный RISC-процессор; оперативная память SDRAM небольшого объёма; встроенная Flash-EEPROM-память для хранения ОС и накопления пользовательских данных; различные слоты расширения и интерфейсы для подключения программатора и/или сети передачи данных.
По степени возрастания сложности, панели можно условно расположить в следующем виде:
- Кнопочная панель — управление осуществляется при помощи физических кнопок, а отображение информации в виде индикаторов, либо ЖК-дисплея.
- Текстовый дисплей — операторская панель с отображением информации в виде текста или мнемосхем. В зависимости от типа и сложности устройства, программа может храниться и выполняться как в самой панели оператора, так и в промышленном контроллере.
- Графическая панель — операторская панель с графическим дисплеем.
- Сенсорная панель — операторская панель с сенсорным (чувствительным к нажатию) дисплеем. Обычно не имеет кнопок. Может быть как текстовой, так и графической.
- Панельный промышленный компьютер (Панельный ПК, англ. Panel PC) — по своему внутреннему устройству и производительности максимально приближен к современным персональным компьютерам, но часто обладает специальными интерфейсами для подключения промышленных сетей, а также высокую степень защиты от неблагоприятных условий (влажности, ударов, вибрации и т. д.).

### Программное обеспечение
Базовое программное обеспечение панелей оператора включает:
- операционную систему «открытую» для стороннего программиста — например, один из вариантов Windows CE, Android, iOS или Linux
- прошивку (англ. firmware) — операционную систему от производителя устройства, не имеющую возможности адаптации или модификации под другой вариант (даже схожий) использования
- программное обеспечение для разработки проектов визуализации, которые, как правило, поставляются изготовителями операторских панелей

## Характеристики
Можно выделить следующие важные характеристики панелей оператора:
1. Тип и размер экрана. Экран может быть разного разрешения: как миниатюрного — 128x128, так и довольно большого — 1024x768 или больше. Экран может быть как монохромным, так и цветным, причём количество отображаемых цветов может варьироваться в диапазоне от 2 (монохромные панели) до более 16 млн (24 бит). Параметры отображения влияют на удобство восприятия информации и утомляемость обслуживающего персонала.
2. Организация управления. Тут вариантов отнюдь немного: или с помощью прозрачного сенсорного экрана (емкостного или резистивного) или с помощью функциональных кнопок и манипуляторов, расположенных на фронтальной стороне. Возможен и комбинированный вариант — например к экрану, обрабатывающему команду программно добавляется кнопка аварийного останова процесса, действующая на уровне электрической схемы.
3. Количество интегрированных сетевых интерфейсов и поддерживаемых протоколов связи (зависит только от программного обеспечения, устанавливаемого производителем). Современные панели имеют встроенную поддержку сразу нескольких коммуникационных протоколов, например, Modbus RTU/TCP, Profibus DP и/или Industrial Ethernet, которые можно настроить на одном или нескольких интегрированных сетевых интерфейсах.
4. Степень защиты. Для фронтальной части это, как правило, IP65, для остальной части корпуса — IP20. Но бывают панели оператора со степенями защиты IP67 со всех сторон. Как правило, наибольшее значение имеет степень защиты именно фронтальной части, что связано с особенностью монтажа.
5. Быстродействие процессора и объём встроенной Flash-памяти. Эти характеристики определяют максимальный объём прикладной программы визуализации и скорость обработки информации.
6. Тип сенсорной матрицы. От данного параметра зависит точность позиционирования курсора на экране, а также время отклика экрана на нажатие.

## Производители
Операторские панели, как правило, производятся компаниями, выпускающими оборудование для систем автоматизации.
ONI